# 포르토치카

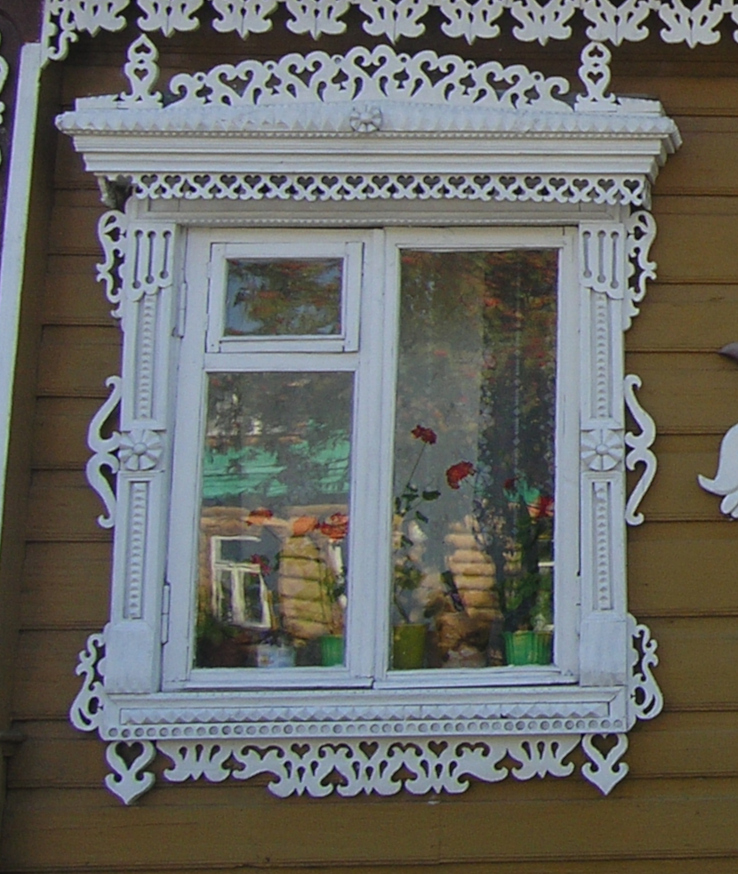
좌측 상단에 포르토치카가 있는 창.

포르토치카(러시아어: фо́рточка ˈfortətɕkə[*]), 혹은 크바티르카(우크라이나어: кватирка) 아니면 툴레투식쿠나(핀란드어: tuuletusikkuna)는 작은 환기용 창이다. 주로 러시아, 구소련 국가나 핀란드에서 흔히 볼 수 있다. 창유리 구조에 맞춰져 있지만 전체 창유리와는 다른 경첩을 써 독립적으로 여닫을 수 있다.
포르토치카는 추운 겨울 날 환기를 할 때 쓰이는데, 모든 유리창을 다 열면 방한이 잘 되지 않기 때문이다.

## 문화적 중요성
이 단어의 실제 유래는 사라진 것으로 보이지만 가장 가까운 친척은 "문" 또는 "틈"을 의미하는 독일어 "pforte"인 것으로 보인다. 포르토치니크("fortochnik")라고 불리는 사람은 포르토치카에 몰래 드나드는 어려운 기술을 전문으로 하는 범죄자이다. 꿈 해석의 영역에서 포르토치카는 최소한 4가지 역할을 한다. '깨진'(broken) 역할은 노력의 낭비를 나타낸다. 먼지가 많은(dusty) 역할은 누군가가 당신에 대해 나쁜 소문을 퍼뜨리고 있다는 것을 나타낸다.